# Митар Бошњаковић
Митар Бошњаковић (Нови Сад, 24. август 2006) јесте српски кошаркаш. Игра на позицији крила, а тренутно наступа за Партизан. Такође је омладински репрезентативац Србије.

## Клупска каријера
Кошарку је почео да игра и кадетске каријеру провео је у новосадском клубу Стар. У Реал Мадрид је прешао 2022. где је наступао за млађе селекције. С млађим екипама Реала двапут је био првак Јуниорског турнира Евролиге (2023. и 2024).
У августу 2024. потписао је вишегодишњи уговор с Партизаном. Задужио је дрес с бројем осам.

## Каријера у репрезентацији
Бошњаковић је био члан кошаркашких селекција Србије до 16, 17 и 18 година. С репрезентацијом Србије до 18 година освојио је злато на Европском првенству 2023. и сребро на Европском првенству 2024.

## Успеси

### Клупски
- Партизан:
  - Првенство Србије (1): 2024/25.
  - Јадранска лига (1): 2024/25.

### Репрезентативни
- Европско првенство до 18 година: 
  -  2023.
  -  2024.